# جانيت وولف
جانيت بوير وولف (بالإنجليزية: Janet Boyer Wolfe)‏(13 يونيو 1933 - 27 يوليو 1951)، والمعروفة باسم جينيت وولف، كانت مصارعة أمريكية محترفة كانت لها مهنة قصيرة للغاية في المصارعة المحترفة. توفيت عن عمر يناهز 18 عاما بسبب حادث في الحلبة. كانت قد أكملت بالفعل مباراة، حيث خسرت أمام إيلا فالديك. لكن كان عليها ان تصارع مرة أخرى. قد إنهارت بعد دورها في مباراة فريق. كان سبب الوفاة هو نزيف في الدماغ، ولكن تم اكتشاف تمزق أيضا في معدتها أثناء تشريح الجثة.
كانت ابنة بيلي وولف وعضوة قاعة المشاهير لدبليو دبليو إي (WWE) ميلدريد بورك. تم تدريبها من قبل والدها الذي كان يشرف على فرقة من المصارعات بـإن دبليو إيه (NWA).

## وصلات خارجية
- جانيت وولف على موقع IMDb (الإنجليزية)